# تود بيل
تود بيل (بالإنجليزية: Todd Bell)‏ هو لاعب كرة قدم أمريكية أمريكي، ولد في 28 نوفمبر 1958 في ميدلتاون في الولايات المتحدة، وتوفي في 16 مارس 2005 بسبب نوبة قلبية.

## وصلات خارجية
- تود بيل على موقع مرجع كرة القدم المحترفة.كوم (الإنجليزية)